# Albert Pinkham Ryder
Albert Pinkham Ryder (ur. 19 marca 1847 w New Bredford, zm. 28 marca 1917) – amerykański malarz, jeden z przedstawicieli tonalizmu, najbardziej znany z poetyckich i nastrojowych obrazów, zwłaszcza marynistycznych, ale również z powodu swojej ekscentrycznej osobowości.

## Życiorys

### Dzieciństwo i młodość
Albert Pinkham Ryder był potomkiem rodzin z Cape Cod, a jego dziadkowie ze strony ojca należeli do surowej sekty metodystów, których kobiety ubierały się w stylu kwakrów. W 1840 roku rodzina Ryderów przeniosła się do New Bedford, wówczas największego portu wielorybniczego na świecie. Tu w 1847 roku urodził się Albert Pinkham Ryder, jako najmłodszy z czterech synów George’a Gage’a Rydera i Elizabeth Cobb Ryder. W rodzinnym mieście Ryder uczęszczał do publicznego gimnazjum dla chłopców. Upośledzenie wzroku, którego doznał w wyniku wadliwego szczepienia, uniemożliwiło mu kontynuowanie nauki. W tym czasie zaczął malować. Jego ojciec miał problemy z utrzymaniem pracy, a co za tym idzie i z utrzymaniem dochodów na odpowiednim poziomie. Rodzina trzymała się razem do 1866 roku, kiedy starszy brat ożenił się i wyjechał do Nowego Jorku, by prowadzić restaurację. Pozostali członkowie wkrótce zaczęli podążać za nim. Ryder i jego rodzice przybyli tam w latach 1869–1871.

### Przyjazd do Nowego Jorku
Po przyjeździe do Nowego Jorku Ryder złożył wniosek o przyjęcie do National Academy of Design, ale został odrzucony; przyjęto go dopiero później, na okres studiów pod kierunkiem portrecisty i grawera Williama Edgara Marshalla. W 1873 roku Ryder po raz pierwszy wystawił swoje prace w National Academy kontynuując wystawianie w latach 1881–1888. Szybko znalazł sprzymierzeńców w osobach niektórych z najbardziej postępowych postaci w sztuce amerykańskiej. W 1875 roku uczestniczył wraz z Johnem La Farge’em i Williamem Morrisem Huntem w wystawie prac artystów odrzuconych przez konserwatywną National Academy. Wystawę sponsorował nowojorski oddział angielskiej firmy Cottier & Company, zajmującej się dekoracją wnętrz. Jej właściciel, Daniel Cottier, został marszandem Rydera i odegrał ważną rolę w promowaniu jego twórczości. W 1877 roku Ryder odwiedził Holandię i spędził miesiąc w Londynie z Cottierem. W tym samym roku wraz z Louisem Comfortem Tiffanym, Johnem La Farge’em, George’em Innessem, Olinem Levim Warnerem i Julianem Aldenem Weirem założył Society of American Artists regularnie wystawiając z członkami tego ugrupowania aż do 1887 roku. Pod koniec lat 70. XIX wieku Ryder malował parawany, ramy luster i panele meblowe, co łączyło go z Decorative Movement. W 1880 roku Ryder wynajął studio w budynku Benedick na Washington Square East, gdzie mieszkał i pracował przez następną dekadę. Być może pod wpływem swej nowej przyjaźni z malarzem-symbolistą Robertem Loftinem Newmanem, Ryder porzucił pastoralne pejzaże w stylu szkoły z Barbizon, na których ugruntował swoją pozycję w latach 70. XIX wieku i zaczął malować dramatyczne i pełne emocji obrazy oparte na klasycznej mitologii, wydarzeniach biblijnych, poezji, utworach scenicznych i operach Richarda Wagnera. Czasami pisał wiersze towarzyszące malowanym obrazom. Ryder złożył krótkie wizyty w Londynie: w 1877, 1887 i 1896 roku. W międzyczasie, w 1882 roku odbył dłuższą podróż z Danielem Cottierem i Olinem Levim Warnerem do Anglii, Francji, Hiszpanii, Maroka, Włoch, Szwajcarii i Holandii. Nie wiadomo, w jakim stopniu jego europejskie doświadczenia wpłynęły na niego. Znany był z podziwu dla twórczości Corota, Monicellego i Marisa. W połowie lat 80. Ryder zyskał poparcie wpływowych krytyków przyciągając wielu ważnych sponsorów. Nie powodziło mu się natomiast w życiu osobistym. Chociaż w młodości miał wielu przyjaciół płci męskiej, nie udało mu się pozyskać względów kobiet. Niepowodzenia w miłości napełniały go często frustracją, widoczną w jego obrazach, przedstawiających kobiety.

### XX wiek

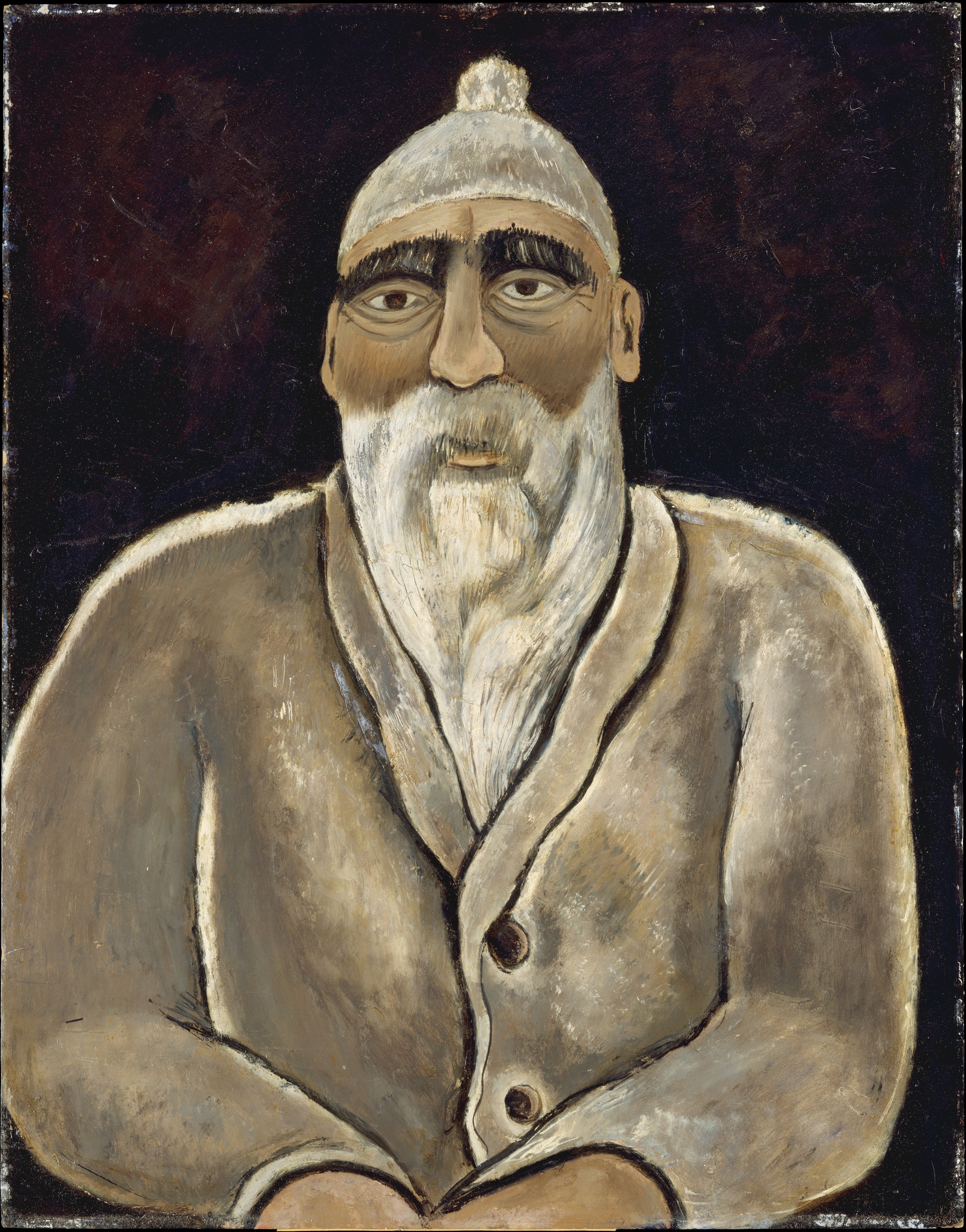
Marsden Hartley, Albert Pinkham Ryder, 1938, Metropolitan Museum of Art

Około roku 1900, coraz bardziej samotny i ekscentryczny, Ryder przestał malować nowe obrazy, a zaczął przerabiać i poprawiać swoje obrazy namalowane wcześniej. W 1901 roku Został odznaczony srebrnym medalem na wystawie Pan American w Buffalo. W 1902 roku został wybrany na członka stowarzyszonego National Academy of Design, a pełnoprawnym jej członkiem został w 1906 roku. W 1908 roku został członkiem National Institute of Arts. Kiedy w 1909 roku malarz Marsden Hartley zobaczył po raz pierwszy obrazy Rydera, napisał, że wstrząsnęły one nim do głębi. Jego wychowanek, Walt Kuhn, napisał później:

W malarstwie amerykańskim jest tylko Ryder. Nie jest on w moim typie, ale wiem, że jest jednym z wielkich. Obrazy Eakinsa to sucha proza; obrazy Rydera śpiewają.

. Twórczość Rydera przypadła do gustu nowemu pokoleniu amerykańskich modernistów, a dziesięć jego obrazów znalazło się w 1913 roku na wystawie Armory Show. Był on jedynym amerykańskim artystą, którego prace wisiały w honorowej galerii Starych Mistrzów. Jego niewielkie, wizjonerskie pejzaże i mariny wisiały obok dzieł takich twórców jak: Paul Cézanne, Vincent van Gogh, Paul Gauguin i Odilon Redon, a także nieco starszego pokolenia, jak: Jean-Auguste-Dominique Ingres, Eugène Delacroix i Édouard Manet, francuskich prekursorów malarstwa modernistycznego.
Ryder w ostatnich latach życia był kimś w rodzaju samotnika, przestał dbać o siebie. Rzadko sprzątał swoje niewielkie mieszkanie pogrążając się miesiącami w nieczystościach. Jego pędzle, obrazy, niedojedzone grzanki i brudne filiżanki zmieszały się razem tworząc jedną wielką stertę śmieci. Po tym jak w 1915 roku zaczął podupadać na zdrowiu, przeprowadził się do Elmhurst na Long Island, gdzie w 1917 roku zmarł.
W 1947 roku, w 100. rocznicę jego urodzin Whitney Museum of American Art urządziło retrospektywną wystawę jego prac. Druga i największa wystawa prac artysty miała miejsce w okresie od 12 kwietnia do 29 lipca 1990 roku w National Museum of American Art, powtórzona następnie w Brooklyn Museum w okresie od 14 września 1990 do 7 stycznia 1991 roku.

## Twórczość

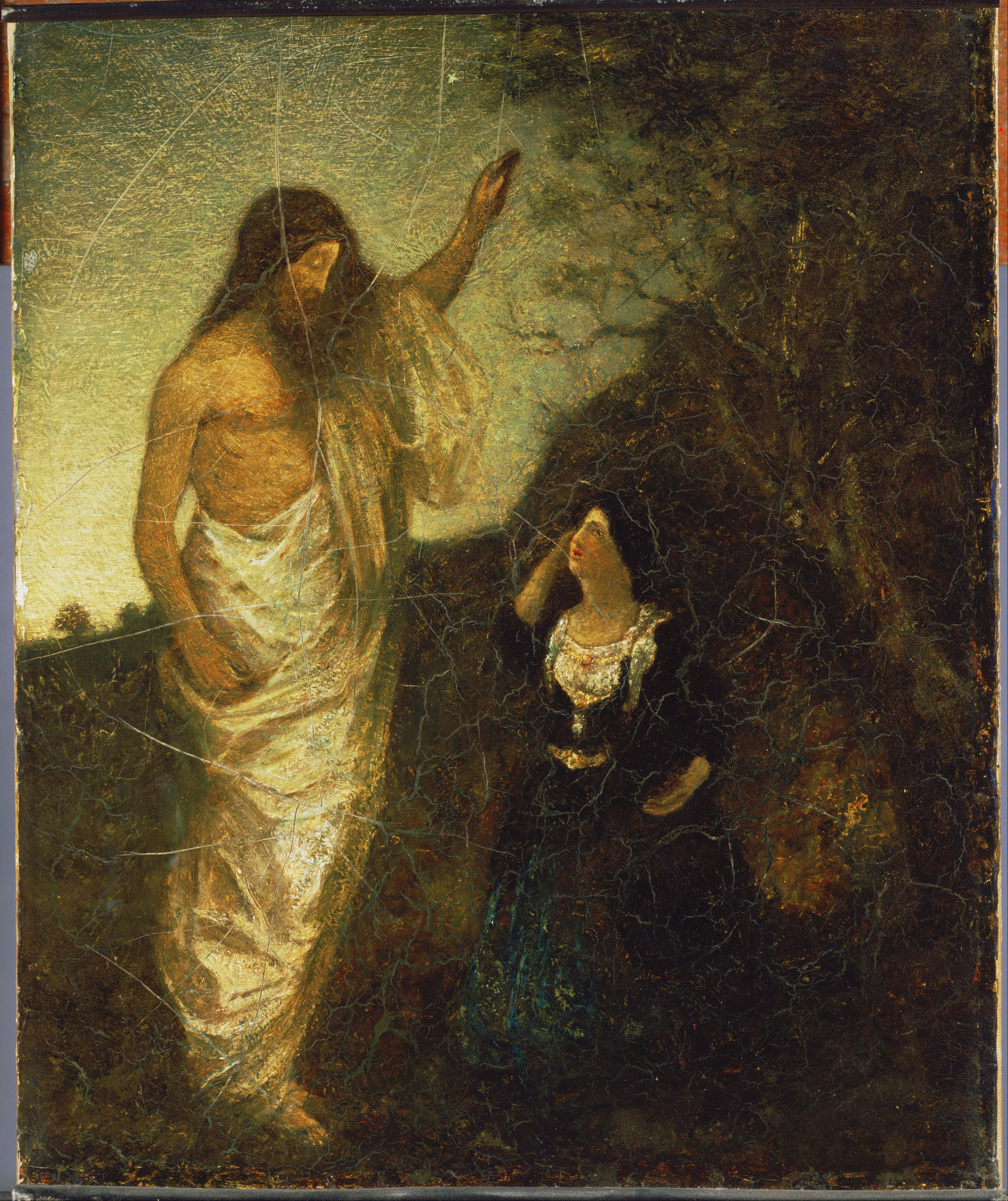
Zmartwychwstanie, 1885, Phillips Collection

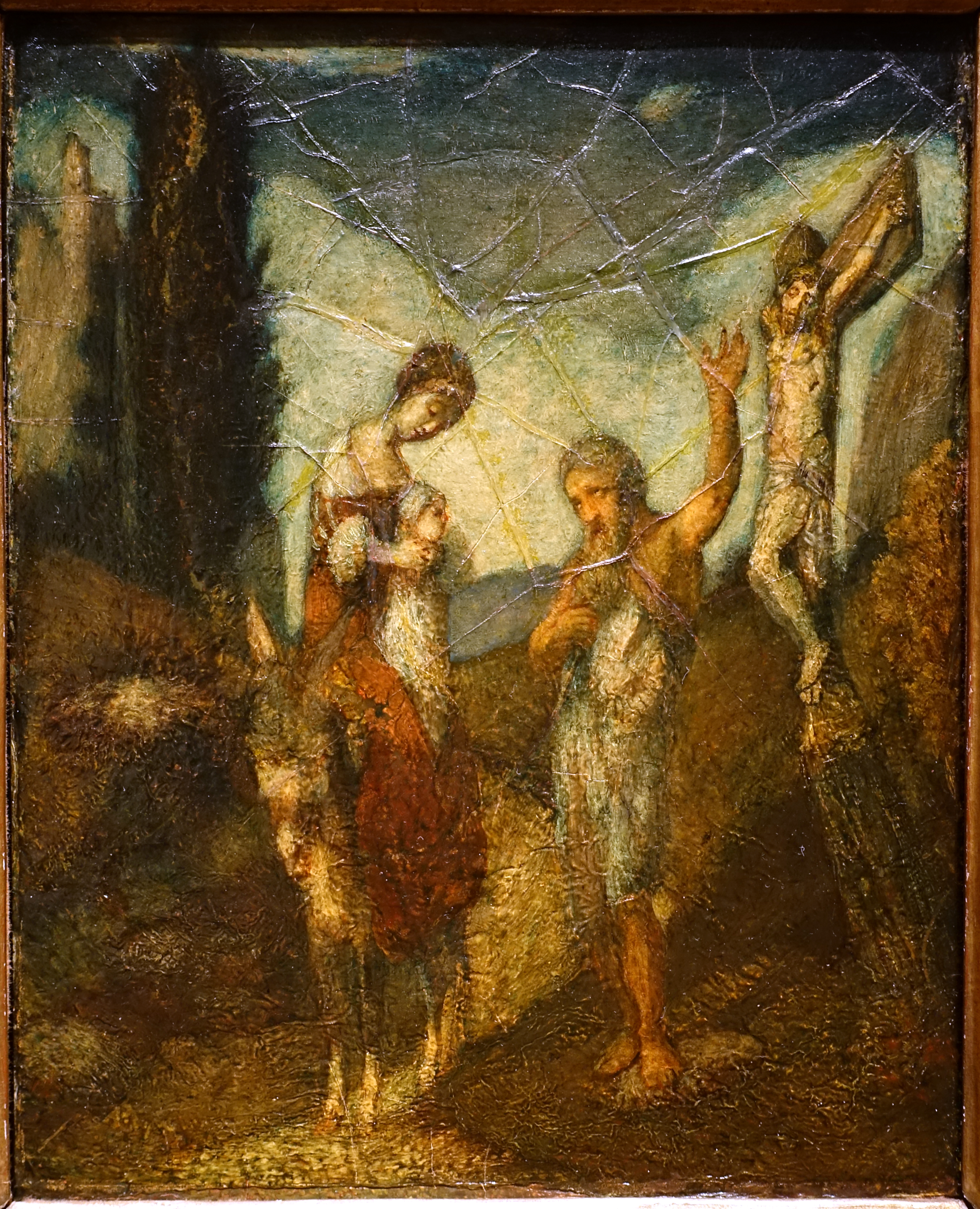
Historia Krzyża, ok. 1890, Princeton University Art Museum

Albert Pinkham Ryder był jednym z największych wizjonerów wszech czasów. Jego senne, liryczne dzieła były rezultatem głęboko osobistej wizji. Jest najbardziej znany ze swoich uduchowionych obrazów, religijnych i literackich. Jego motywy były umieszczone na tle migocącego światła księżyca i poetyckich, ulotnych krajobrazów. Był przekonany, że obraz jest najlepiej zrozumiały dla widza dzięki wzbudzonym u niego emocjom. Jak większość malarzy tonalistycznych swojego pokolenia, przedkładał stany snu i doświadczenia psychologiczne nad rzeczywistość. Ryder należy do najbardziej enigmatycznych postaci w historii sztuki amerykańskiej. Choć namalował tylko 160 obrazów. jego prace były powszechnie podrabiane, a niektóre autentyczne zostały po jego śmierci zamienione przez innych. Ich chronologiczny rozwój jest niemożliwy do ustalenia, ponieważ artysta nigdy nie datował swych dzieł, rzadko je podpisywał i obsesyjnie przerabiał po ich wystawieniu lub sprzedaży. Jego niekonwencjonalne metody techniczne, dzięki którym starał się poprzez nakładanie licznych warstw glazur i pigmentów uzyskać bogate, ciemne kolory i szkliste powierzchnie, sprawiły, że jego prace stały się bardzo podatne na zmiany i uszkodzenia, dlatego trudno jest określić ich pierwotny wygląd. Wczesny styl Rydera, charakteryzujący się atrakcyjnym naturalizmem jasnych, gładko wykończonych motywów pastoralnych lub zwierzęcych, później przerodził się w coraz bardziej ponure nastroje wyrażone zarówno przy pomocy koloru, jak i stylu. Jego prace z lat 90. XIX wieku, uważane za punkt szczytowy jego kariery, przedstawiają urzekające sceny morskie, a także burzliwe scenerie z opery i literatury, w tym z Biblii. Według historyk sztuki Barbary Novak, cała twórczość Rydera, religijna lub świecka, może być postrzegana jako akt pobożności. Ryder namalował dwie wersje wielkanocnego porannego spotkania Chrystusa z Marią Magdaleną, inną wersję Drogi Krzyżowej, proroka Jonasza i wiele małych pejzaży. Te ostatnie są dziełem wizjonera i romantyka, który, podobnie jak w przypadku Jonasza, widzi całą naturę w gestii Boga,. W swoich obrazach o tematyce religijnej Ryder najpełniej zrealizował postać ludzką. Widoczne to jest w dwóch obrazach Chrystusa i Marii Magdaleny oraz obrazie Joanny d’Arc, gdzie postać ma większy wymiar, jest oddana bardziej szczegółowo i z większą psychiczną tożsamością, niż w innych jego pracach. W jego dziennych lub księżycowych krainach i pejzażach morskich postacie ludzkie są zakorzenione w naturze, a ich postawę i gesty trudno odróżnić od ich otoczenia. Zdaniem historyka sztuki Lloyda Goodricha Ryder był jednym z niewielu autentycznych malarzy religijnych swego okresu, w którym religia nie była zwykłym konformizmem, ale głęboką osobistą emocją. Życie Chrystusa natchnęło go do realizacji kilku jego najtkliwszych i najbardziej poruszających dzieł.
Choć Ryder nigdy nie miał uczniów, to wywarł silny wpływ na współczesnego mu Ralpha Alberta Blakelocka oraz na pokolenie młodszych artystów, takich jak: Arthur Bowen Davies, Marsden Hartley, Rockwell Kent, Walt Kuhn i Kenneth Hayes Miller.

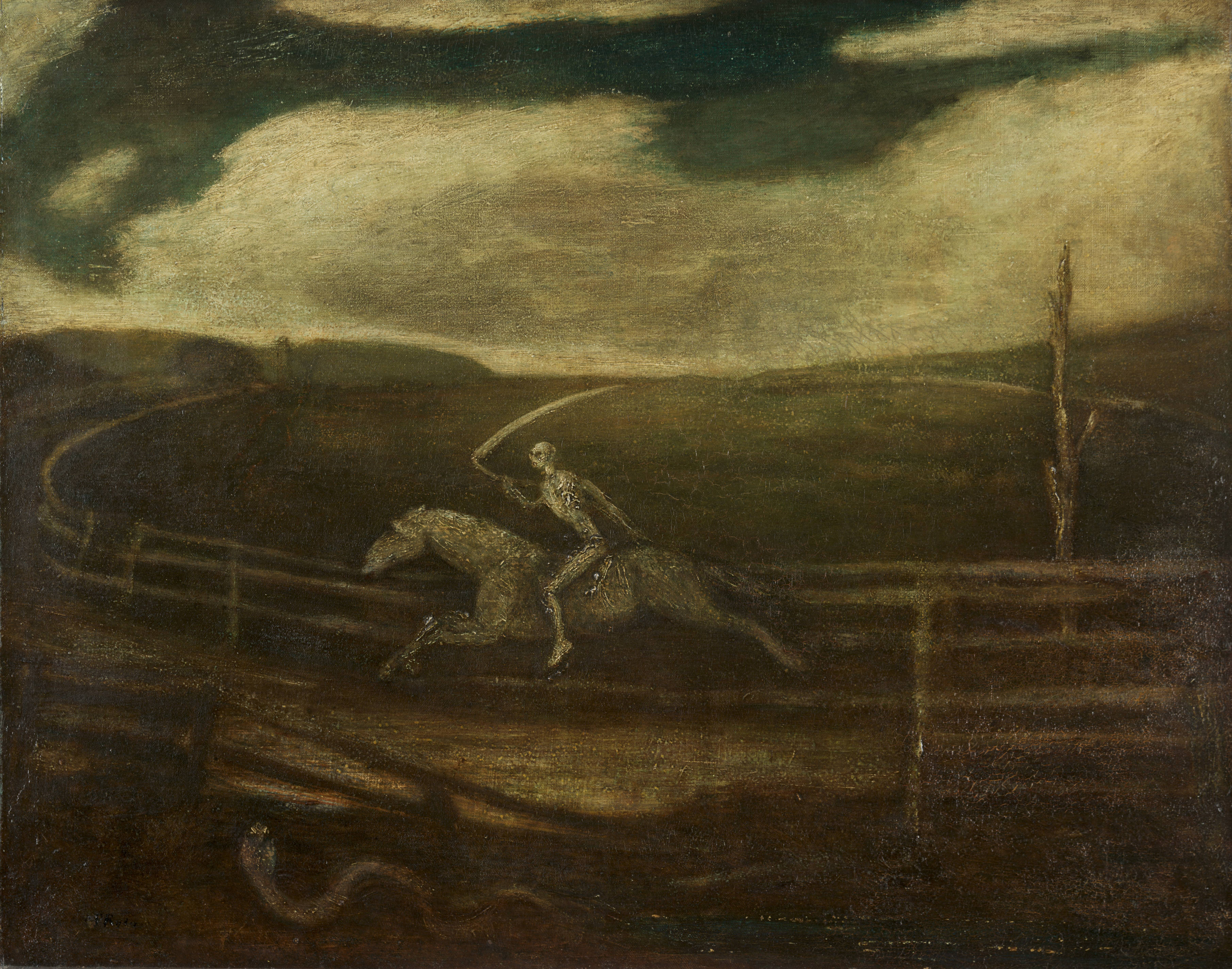
Śmierć na bladym koniu, 1895-1910, Cleveland Museum of Art
Zygfryd i córki Renu, między 1888 a 1891, National Gallery of Art
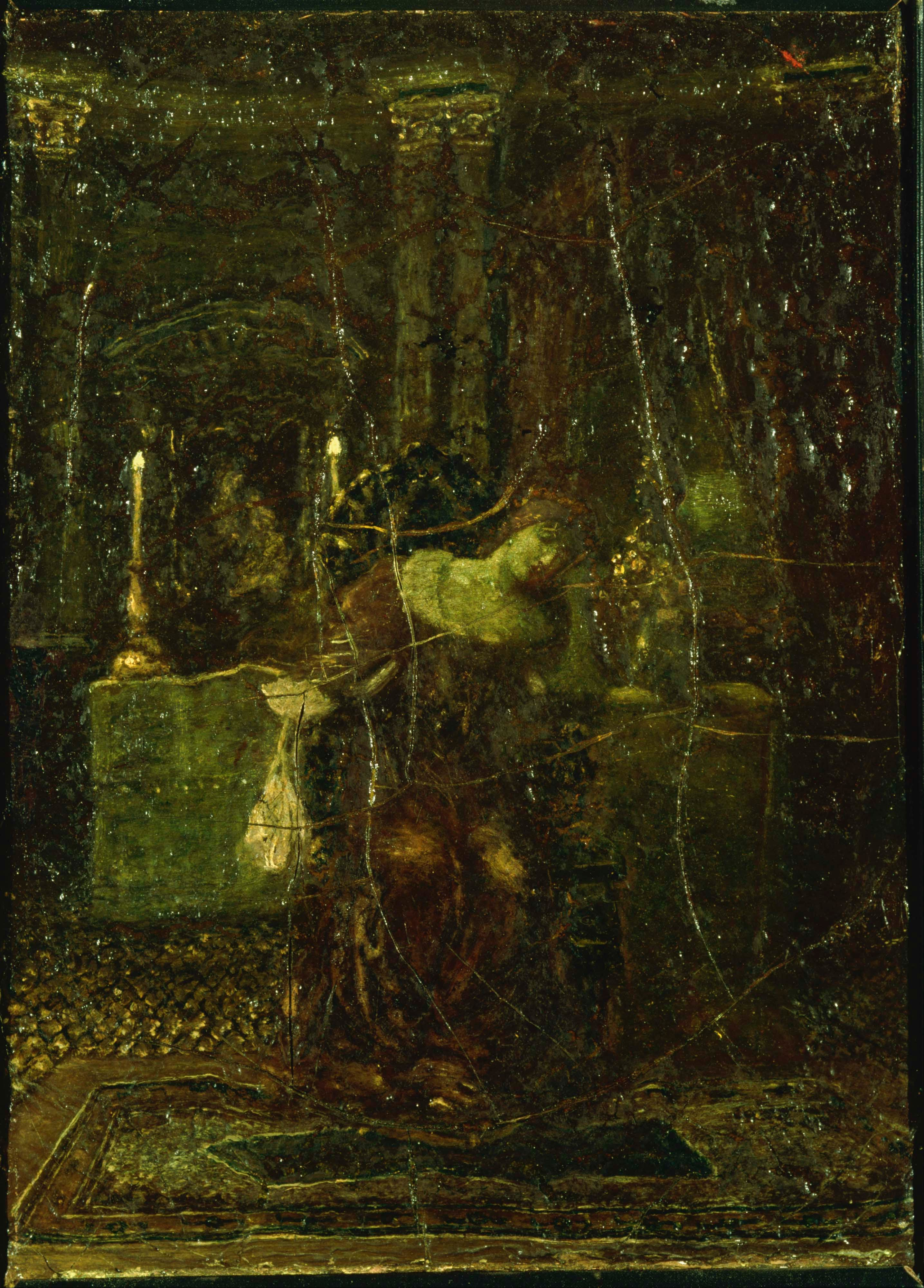
Desdemona, 1896 Phillips Collection
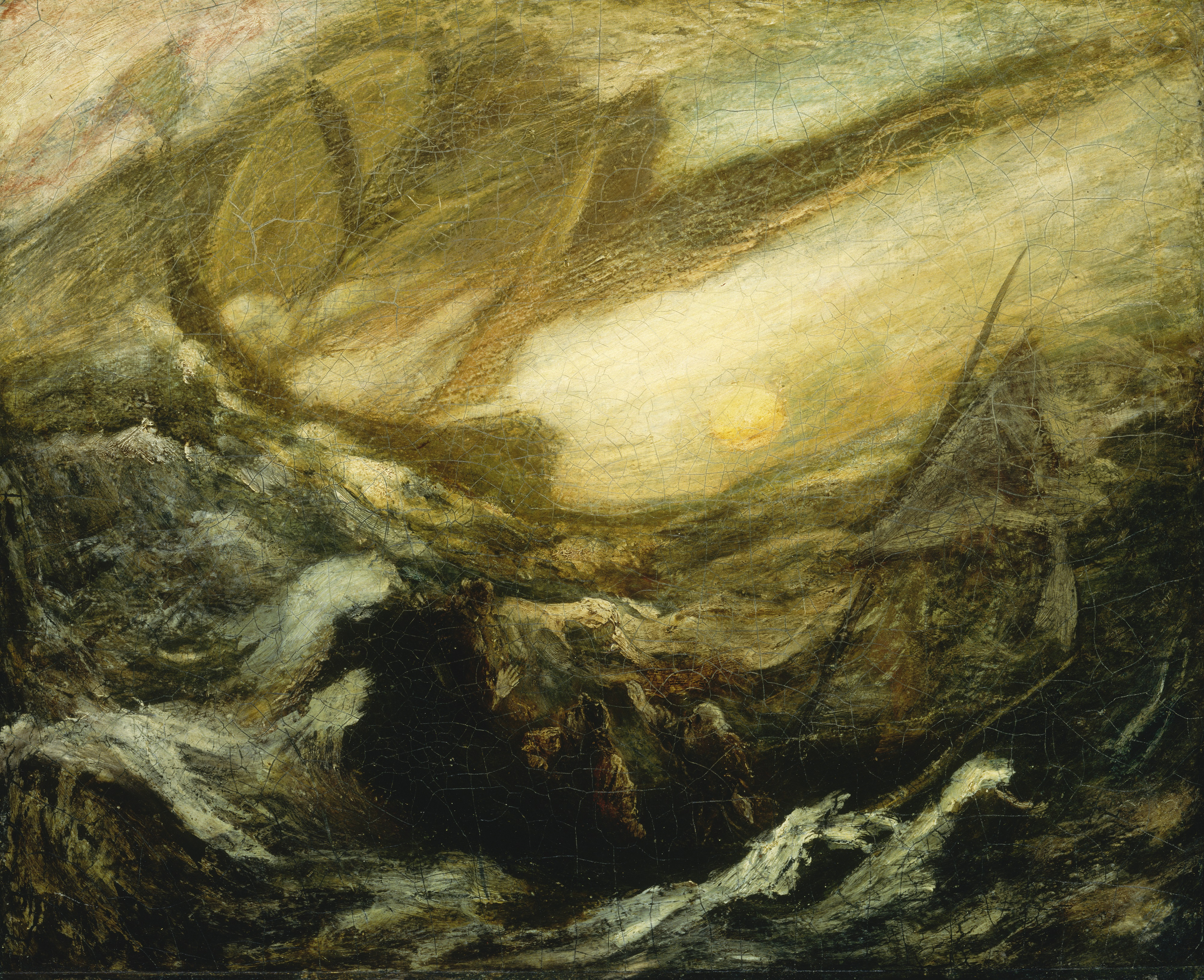
Latający Holender, przed 1887, Smithsonian American Art Museum
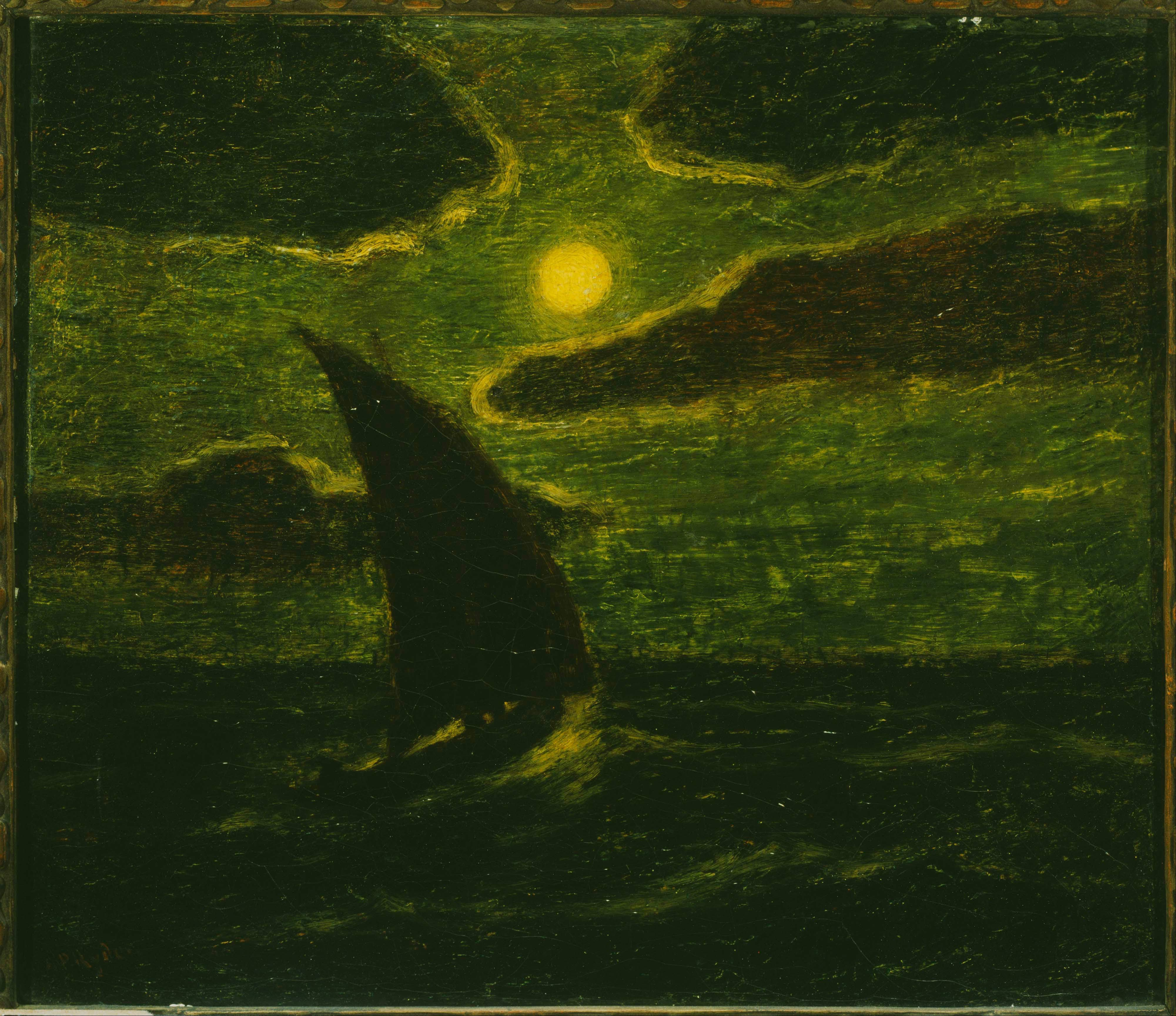
Żeglowanie przy świetle księżyca, niedatowany, Phillips Collection